# Vitasavci
Vitasavci (szerbül: Витасовци), falu Bosznia-Hercegovinában, Bosanska krajina területén, Novi Grad községben, a Szerb Köztársaságban. 

## Fekvése
Bosznia-Hercegovina nyugati részén, Banja Lukától légvonalban 58, közúton 70 km-re északnyugatra, községközpontjától légvonalban 12, közúton 13 km-re keletre, a Szana-folyó déli partján, és a tőle délre fekvő dombvidéken, 130 – 250 méteres tengerszint feletti magasságban fekszik. Több, kis településből áll. Híd íveli itt át a Szanát.

## Népessége
| Nemzetiségi csoport | Népesség 1991 | Népesség 2013 |
| ------------------- | ------------- | ------------- |
| Szerb               | 375           | 395           |
| Bosnyák             | 0             | 0             |
| Horvát              | 1             | 4             |
| Jugoszláv           | 1             | 0             |
| Egyéb               | 8             | 0             |
| Összesen            | 385           | 399           |

## Története
A település 1878-ig tartozott az Oszmán Birodalomhoz, ekkor a berlini kongresszus határozata alapján az Osztrák-Magyar Monarchia része lett. 1879-ben az első osztrák-magyar népszámlálás során Novi község részeként a településnek 50 háztartása és 330 ortodox szerb lakosa volt. 1910-ben a Novi járásba tartozó  községben 70 háztartást, 533 ortodox szerb és 15 muszlim lakost találtak.
A monarchia szétesésével 1918-ben előbb a Szerb-Horvát-Szlovén Királyság, majd 1929-től a Jugoszláv Királyság része. 1921-ben Blagaj községnek 72 háztartása és 514 lakosa volt.
Jugoszlávia megszállása után a falu a Független Horvát Állam (NDH) része lett. 1945-től a település a szocialista Jugoszlávia része volt. A Bosznia-Hercegovinában zajló polgárháború idején a település a Boszniai Szerb Köztársaság része volt. A daytoni békeszerződést követő területfelosztásnál a település, Novi Grad község részeként a Szerb Köztársaság területéhez került.   